# Coupe de la Ligue française de football 2008-2009
Navigation
Coupe de la Ligue 2007-2008 Coupe de la Ligue 2009-2010
La Coupe de la ligue de football 2008-2009 est la 15e édition de la Coupe de la ligue de football française, organisée par la LFP, et a été remportée par l'équipe du FC Girondins de Bordeaux.
La finale a vu la victoire des Girondins de Bordeaux sur le Vannes OC.

## L'affaire de l'exclusion du Paris SG
À la suite de la banderole déployée lors de la finale de l'édition précédente au Stade de France par des supporteurs parisiens, considérée comme offensante vis-à-vis des habitants du Nord de la France, la LFP et le Gouvernement Fillon ont pris des mesures envers le club. Fautif pour avoir laissé la banderole lors du match, le Paris SG est initialement exclu de l'édition suivante de la coupe de la Ligue. Le groupe de supporters des Boulogne Boys est dissous, et trois supporteurs du Paris SG sont inculpés.
Le Paris Saint-Germain tente alors les recours dont il dispose pour faire annuler la sanction. Celle-ci est confirmée en appel par la LFP, le club se tourne vers le Comité national olympique et sportif français (CNOSF), dont l'avis est consultatif, qui juge la sanction disproportionnée et propose un match à huis clos en Ligue 1 au lieu d'une exclusion en coupe de la Ligue.
Le bureau du conseil fédéral de la FFF réuni par téléphone, rejette la médiation du CNOSF. Le tirage au sort des deux premiers tours, qui scelle le format de la compétition — qui n'intègre pas la participation du Paris SG — a lieu le 30 juillet.
Toutefois, le 14 août 2008, l'ordonnance du juge des référés du tribunal administratif de Paris a suspendu l'exécution de la décision de la commission supérieure d'appel de la FFF, réintégrant le Paris SG. Cette décision judiciaire, contestée par la LFP et la FFF, conduit à la tenue d'un nouveau tirage au sort.

## Calendrier
Participent aux deux premiers tours les vingt clubs de Ligue 2, et les cinq clubs de National ayant le statut professionnel probatoire. La présence du Paris SG au troisième tour enlève une place qualificative pour le troisième tour, c'est-à-dire un match (deux clubs) en moins au second tour, soit au total quatre clubs de plus qui participent au premier tour. Les mentions barrées sont les dates initialement prévues avant la réintégration du PSG
| Tour                | Nom                                  | Date                | Équipes participantes | Équipes restantes |
| Tours préliminaires |                                      |                     |                       |                   |
| 1                   | Premier tour                         | 19 août 2008        | 6                     | 44 à 41 (–3)      |
| 1                   | Premier tour                         | 3 septembre 2008    | 10                    | 45 à 40 (–5)      |
| 2                   | Deuxième tour                        | 3-4 septembre       | 22 (+19)              | 41 à 30 (–11)     |
| 2                   | Deuxième tour                        | 9 septembre         | 20 (+15)              | 40 à 30 (–10)     |
| 3                   | Seizièmes de finale                  | 23-24 septembre     | 28 (+18)              | 30 à 16 (–14)     |
| Phase finale        |                                      |                     |                       |                   |
| 1                   | Huitièmes de finale                  | 11-12 novembre 2008 | 16 (+2)               | 16 à 8            |
| 2                   | Quarts de finale                     | 13-14 janvier 2009  | 8                     | 8 à 4             |
| 3                   | Demi-finales                         | 3-4 février         | 4                     | 4 à 2             |
| 4                   | Finale Stade de France (Saint-Denis) | samedi 25 avril     | 2                     | 2 à 1             |

## Premier tour
Les rencontres du 1er tour le mercredi 3 septembre à 20H00. Elles concernaient les placés 16 à 20 de Ligue 2 de la saison précédente, les 3 promus en L2 de la saison précédente de National, et les 2 clubs en National ayant un statut professionnel probatoire, Créteil et Istres.
Le tirage au sort a eu lieu le mardi 19 août.
| Match                                       | Club (division)                     | Score | Club (division)             |        |
| ------------------------------------------- | ----------------------------------- | ----- | --------------------------- | ------ |
| 1                                           | US Créteil (National)               | 2-1   | Chamois niortais (National) |        |
| 2                                           | FC Libourne Saint-Seurin (National) | 0-2   | Nîmes Olympique (Ligue 2)   |        |
| 3                                           | FC Istres (National)                | 1-1   | FC Gueugnon (National)      | 3-4 ** |
| 4                                           | Vannes OC (Ligue 2)                 | 3-0   | Dijon FCO (Ligue 2)         |        |
| 5                                           | Tours FC (Ligue 2)                  | 1-2   | US Boulogne CO (Ligue 2)    |        |
| * - après prolongation ** - aux tirs au but |                                     |       |                             |        |

## Deuxième tour
Les rencontres du 2e tour ont eu lieu mardi 9 septembre à 20h00. Elles concernent les 5 clubs qualifiés au 1er tour et les 15 autres clubs de Ligue 2 non-engagés dans ce dernier.
Le tirage au sort a eu lieu le mardi 19 août.
| Club (division)                             | Score | Club (division)           |   |
| ------------------------------------------- | ----- | ------------------------- | - |
| EA Guingamp (Ligue 2)                       | 2-0   | FC Gueugnon (National)    | * |
| RC Lens (Ligue 2)                           | 4-1   | CS Sedan (Ligue 2)        |   |
| US Créteil (National)                       | 2-1   | Stade brestois (Ligue 2)  |   |
| FC Metz (Ligue 2)                           | 2-1   | Stade de Reims (Ligue 2)  |   |
| ES Troyes AC (Ligue 2)                      | 2-1   | SCO Angers (Ligue 2)      |   |
| Vannes OC (Ligue 2)                         | 3-2   | Amiens SC (Ligue 2)       | * |
| AC Ajaccio (Ligue 2)                        | 2-4   | Montpellier HSC (Ligue 2) | * |
| RC Strasbourg (Ligue 2)                     | 1-2   | SC Bastia (Ligue 2)       | * |
| LB Châteauroux (Ligue 2)                    | 3-1   | Nîmes Olympique (Ligue 2) |   |
| US Boulogne CO (Ligue 2)                    | 4-1   | Clermont Foot (Ligue 2)   |   |
| * - après prolongation ** - aux tirs au but |       |                           |   |

## Seizièmes de finale (troisième tour)
Le troisième tour de la Coupe est désigné par la LFP comme « seizièmes de finale », bien qu'il n'y ait pas seize mais quatorze rencontres, du fait de l'exemption de l'Olympique lyonnais et de Bordeaux. 
Équipes entrant en lice :
Toutes les équipes de Ligue 1 à l'exception des deux premiers de la saison passée (Lyon et Bordeaux).
| - Olympique de Marseille - Le Mans UC - OGC Nice - Grenoble Foot - Paris SG | - Valenciennes FC - AJ Auxerre - Stade rennais FC - AS Nancy-Lorraine - AS Monaco | - Toulouse FC - SM Caen - Lille OSC - FC Lorient | - Le Havre AC - AS Saint-Étienne - FC Sochaux - FC Nantes |

Le tirage au sort a eu lieu le 10 septembre 2008 à 14 heures.
| Club (division)                             | Score | Club (division)                  |        |
| ------------------------------------------- | ----- | -------------------------------- | ------ |
| FC Metz (Ligue 2)                           | 3-1   | ES Troyes AC (Ligue 2)           |        |
| Vannes OC (Ligue 2)                         | 3-3   | Valenciennes FC (Ligue 1)        | 5-4**  |
| Montpellier HSC (Ligue 2)                   | 2-2   | Lille OSC (Ligue 1)              | 4-2**  |
| US Boulogne CO (Ligue 2)                    | 1-3   | OGC Nice (Ligue 1)               |        |
| SC Bastia (Ligue 2)                         | 0-1   | LB Châteauroux (Ligue 2)         |        |
| AS Monaco (Ligue 1)                         | 0-1   | Paris SG (Ligue 1)               |        |
| US Créteil (National)                       | 1-0   | FC Nantes (Ligue 1)              |        |
| AJ Auxerre (Ligue 1)                        | 1-1   | Toulouse FC (Ligue 1)            | 6-5 ** |
| FC Sochaux (Ligue 1)                        | 1-0   | Olympique de Marseille (Ligue 1) |        |
| FC Lorient (Ligue 1)                        | 0-3   | RC Lens (Ligue 2)                |        |
| Stade rennais FC (Ligue 1)                  | 2-2   | Le Mans UC (Ligue 1)             | 4-3 ** |
| Grenoble Foot (Ligue 1)                     | 2-3   | AS Nancy-Lorraine (Ligue 1)      | *      |
| EA Guingamp (Ligue 2)                       | 4-1   | AS Saint-Étienne (Ligue 1)       |        |
| Le Havre AC (Ligue 1)                       | 3-1   | SM Caen (Ligue 1)                | *      |
| * - après prolongation ** - aux tirs au but |       |                                  |        |

## Phase finale
Entrent en lice :
- Olympique lyonnais
- Girondins de Bordeaux

Têtes de série :
- 1. Olympique lyonnais, exempt du tour précédent
- 2. Girondins de Bordeaux, exempt du tour précédent
- 3. Olympique de Marseille, éliminé par le FC Sochaux
- 3. AS Nancy-Lorraine, a battu Grenoble Foot
- 4. AS Saint-Étienne, éliminé par l'EA Guingamp
- 4. Stade rennais FC, a battu Le Mans UC

Le tirage au sort du tableau final a eu lieu le 1er octobre 2008 à 11h30 à La Défense. Mais un tirage au sort du lieu des rencontres s'effectuera à l'issue de chaque tour.
|  | Huitièmes de finale 11-12 novembre | Huitièmes de finale 11-12 novembre |                           |       | Quarts de finale 13-14 janvier | Quarts de finale 13-14 janvier |  |  | Demi-finale 3-4 février | Demi-finale 3-4 février |  |  | Finale samedi 25 avril | Finale samedi 25 avril |
|  |                                    |                                    |                           |       |                                |                                |  |  |                         |                         |  |  |                        |                        |
|  |                                    |                                    |                           |       |                                |                                |  |  |                         |                         |  |  |                        |                        |
|  |                                    |                                    |                           |       |                                |                                |  |  |                         |                         |  |  |                        |                        |
|  | Vannes OC                          | 2                                  |                           |       |                                |                                |  |  |                         |                         |  |  |                        |                        |
|  | Vannes OC                          | 2                                  |                           |       |                                |                                |  |  |                         |                         |  |  |                        |                        |
|  | AJ Auxerre                         | 0                                  |                           |       |                                |                                |  |  |                         |                         |  |  |                        |                        |
|  | AJ Auxerre                         | 0                                  | Vannes OC (t.a.b.)        | 1 (4) |                                |                                |  |  |                         |                         |  |  |                        |                        |
|  |                                    |                                    | Vannes OC (t.a.b.)        | 1 (4) |                                |                                |  |  |                         |                         |  |  |                        |                        |
|  |                                    | FC Metz                            | 1 (3)                     |       |                                |                                |  |  |                         |                         |  |  |                        |                        |
|  | Olympique lyonnais [1]             | FC Metz                            | 1 (3)                     | 1     |                                |                                |  |  |                         |                         |  |  |                        |                        |
|  | Olympique lyonnais [1]             |                                    |                           | 1     |                                |                                |  |  |                         |                         |  |  |                        |                        |
|  | FC Metz                            | 3                                  |                           |       |                                |                                |  |  |                         |                         |  |  |                        |                        |
|  | FC Metz                            | 3                                  | Vannes OC (t.a.b.)        | 1 (4) |                                |                                |  |  |                         |                         |  |  |                        |                        |
|  |                                    |                                    | Vannes OC (t.a.b.)        | 1 (4) |                                |                                |  |  |                         |                         |  |  |                        |                        |
|  |                                    | OGC Nice                           | 1 (3)                     |       |                                |                                |  |  |                         |                         |  |  |                        |                        |
|  | OGC Nice                           | OGC Nice                           | 1 (3)                     | 3     |                                |                                |  |  |                         |                         |  |  |                        |                        |
|  | OGC Nice                           |                                    |                           | 3     |                                |                                |  |  |                         |                         |  |  |                        |                        |
|  | US Créteil                         | 0                                  |                           |       |                                |                                |  |  |                         |                         |  |  |                        |                        |
|  | US Créteil                         | 0                                  | OGC Nice                  | 1     |                                |                                |  |  |                         |                         |  |  |                        |                        |
|  |                                    |                                    | OGC Nice                  | 1     |                                |                                |  |  |                         |                         |  |  |                        |                        |
|  |                                    | Le Havre AC                        | 0                         |       |                                |                                |  |  |                         |                         |  |  |                        |                        |
|  | Le Havre AC                        | Le Havre AC                        | 0                         | 2     |                                |                                |  |  |                         |                         |  |  |                        |                        |
|  | Le Havre AC                        |                                    | Stade de France           | 2     |                                |                                |  |  |                         |                         |  |  |                        |                        |
|  | Stade rennais FC [4]               | 1                                  |                           |       |                                |                                |  |  |                         |                         |  |  |                        |                        |
|  | Stade rennais FC [4]               | 1                                  | Girondins de Bordeaux [2] | 4     |                                |                                |  |  |                         |                         |  |  |                        |                        |
|  |                                    |                                    | Girondins de Bordeaux [2] | 4     |                                |                                |  |  |                         |                         |  |  |                        |                        |
|  |                                    | Vannes OC                          | 0                         |       |                                |                                |  |  |                         |                         |  |  |                        |                        |
|  | Girondins de Bordeaux [2]          | Vannes OC                          | 0                         | 4     |                                |                                |  |  |                         |                         |  |  |                        |                        |
|  | Girondins de Bordeaux [2]          |                                    |                           | 4     |                                |                                |  |  |                         |                         |  |  |                        |                        |
|  | EA Guingamp                        | 2                                  |                           |       |                                |                                |  |  |                         |                         |  |  |                        |                        |
|  | EA Guingamp                        | 2                                  | Girondins de Bordeaux [2] | 2     |                                |                                |  |  |                         |                         |  |  |                        |                        |
|  |                                    |                                    | Girondins de Bordeaux [2] | 2     |                                |                                |  |  |                         |                         |  |  |                        |                        |
|  |                                    | LB Châteauroux                     | 1                         |       |                                |                                |  |  |                         |                         |  |  |                        |                        |
|  | Montpellier HSC                    | LB Châteauroux                     | 1                         | 1     |                                |                                |  |  |                         |                         |  |  |                        |                        |
|  | Montpellier HSC                    |                                    |                           | 1     |                                |                                |  |  |                         |                         |  |  |                        |                        |
|  | LB Châteauroux                     | 2                                  |                           |       |                                |                                |  |  |                         |                         |  |  |                        |                        |
|  | LB Châteauroux                     | 2                                  | Paris SG                  | 0     |                                |                                |  |  |                         |                         |  |  |                        |                        |
|  |                                    |                                    | Paris SG                  | 0     |                                |                                |  |  |                         |                         |  |  |                        |                        |
|  |                                    | Girondins de Bordeaux [2]          | 3                         |       |                                |                                |  |  |                         |                         |  |  |                        |                        |
|  | Paris Saint-Germain                | Girondins de Bordeaux [2]          | 3                         | 2     |                                |                                |  |  |                         |                         |  |  |                        |                        |
|  | Paris Saint-Germain                |                                    |                           | 2     |                                |                                |  |  |                         |                         |  |  |                        |                        |
|  | AS Nancy-Lorraine [3]              | 0                                  |                           |       |                                |                                |  |  |                         |                         |  |  |                        |                        |
|  | AS Nancy-Lorraine [3]              | 0                                  | Paris SG                  | 2     |                                |                                |  |  |                         |                         |  |  |                        |                        |
|  |                                    |                                    | Paris SG                  | 2     |                                |                                |  |  |                         |                         |  |  |                        |                        |
|  |                                    | RC Lens                            | 0                         |       |                                |                                |  |  |                         |                         |  |  |                        |                        |
|  | FC Sochaux                         | RC Lens                            | 0                         | 0     |                                |                                |  |  |                         |                         |  |  |                        |                        |
|  | FC Sochaux                         |                                    |                           | 0     |                                |                                |  |  |                         |                         |  |  |                        |                        |
|  | RC Lens (a.p.)                     | 1                                  |                           |       |                                |                                |  |  |                         |                         |  |  |                        |                        |
|  | RC Lens (a.p.)                     | 1                                  |                           |       |                                |                                |  |  |                         |                         |  |  |                        |                        |

## Huitièmes de finale
Équipes entrant en lice :
Le champion et le vice-champion de France de Ligue 1 de la saison passée, soit l'Olympique lyonnais et les Girondins de Bordeaux.
Le tour a été réparti le mardi 11 et le mercredi 12 novembre 2008.
| Huitièmes de finale            | FC Sochaux (Ligue 1) | 0–1 a.p. | RC Lens (Ligue 2) | Stade Auguste-Bonal, Montbéliard     |                                      |
| mardi 11 novembre 2008 17 h 00 |                      |          |                   | Spectateurs : sur 20 005 places ( %) | Spectateurs : sur 20 005 places ( %) |
| mardi 11 novembre 2008 17 h 00 | Rapport              |          |                   | Spectateurs : sur 20 005 places ( %) | Spectateurs : sur 20 005 places ( %) |

| Huitièmes de finale            | Girondins de Bordeaux (Ligue 1) | 4–2 | EA Guingamp (Ligue 2) | Stade Chaban-Delmas, Bordeaux |                        |
| mardi 11 novembre 2008 19 h 00 |                                 |     |                       | Spectateurs : sur ( %)        | Spectateurs : sur ( %) |
| mardi 11 novembre 2008 19 h 00 | Rapport                         |     |                       | Spectateurs : sur ( %)        | Spectateurs : sur ( %) |

| Huitièmes de finale            | Vannes OC (Ligue 2) | 2–0 | AJ Auxerre (Ligue 1) | Stade de la Rabine, Vannes |                        |
| mardi 11 novembre 2008 20 h 00 |                     |     |                      | Spectateurs : sur ( %)     | Spectateurs : sur ( %) |
| mardi 11 novembre 2008 20 h 00 | Rapport             |     |                      | Spectateurs : sur ( %)     | Spectateurs : sur ( %) |

| Huitièmes de finale            | OGC Nice (Ligue 1) | 3–0 | US Créteil-Lusitanos (National) | Stade du Ray, Nice     |                        |
| mardi 11 novembre 2008 20 h 00 |                    |     |                                 | Spectateurs : sur ( %) | Spectateurs : sur ( %) |
| mardi 11 novembre 2008 20 h 00 | Rapport            |     |                                 | Spectateurs : sur ( %) | Spectateurs : sur ( %) |

| Huitièmes de finale            | Montpellier HSC (Ligue 2) | 1–2 | LB Châteauroux (Ligue 2) | Stade de la Mosson, Montpellier |                        |
| mardi 11 novembre 2008 20 h 00 |                           |     |                          | Spectateurs : sur ( %)          | Spectateurs : sur ( %) |
| mardi 11 novembre 2008 20 h 00 | Rapport                   |     |                          | Spectateurs : sur ( %)          | Spectateurs : sur ( %) |

| Huitièmes de finale            | Olympique lyonnais (Ligue 1) | 1–3 | FC Metz (Ligue 2) | Stade de Gerland, Lyon |                        |
| mardi 11 novembre 2008 21 h 00 |                              |     |                   | Spectateurs : sur ( %) | Spectateurs : sur ( %) |
| mardi 11 novembre 2008 21 h 00 | Rapport                      |     |                   | Spectateurs : sur ( %) | Spectateurs : sur ( %) |

| Huitièmes de finale                                                    | Le Havre AC (Ligue 1)                                         | 2–1     | Stade rennais FC (Ligue 1) | Stade Jules-Deschaseaux, Le Havre                                              |                                                                                |
| mercredi 12 novembre 2008 21 h 00 — France 3 Normandie, France 3 Ouest | El Fardou Ben Nabouhane 15e · Jean-Michel Lesage 90+3e (pen.) | (1 – 1) | Moussa Sow 24e             | Spectateurs : 5 540 sur 16 382 (33 %) Arbitrage : M. Lannoy MM. Dansault & Ugo | Spectateurs : 5 540 sur 16 382 (33 %) Arbitrage : M. Lannoy MM. Dansault & Ugo |
| mercredi 12 novembre 2008 21 h 00 — France 3 Normandie, France 3 Ouest | Rapport                                                       |         |                            | Spectateurs : 5 540 sur 16 382 (33 %) Arbitrage : M. Lannoy MM. Dansault & Ugo | Spectateurs : 5 540 sur 16 382 (33 %) Arbitrage : M. Lannoy MM. Dansault & Ugo |

| Huitièmes de finale                          | Paris Saint-Germain (Ligue 1) | 2–0 | AS Nancy-Lorraine (Ligue 1) | Parc des Princes, Paris |                        |
| mercredi 12 novembre 2008 21 h 00 — France 3 |                               |     |                             | Spectateurs : sur ( %)  | Spectateurs : sur ( %) |
| mercredi 12 novembre 2008 21 h 00 — France 3 | Rapport                       |     |                             | Spectateurs : sur ( %)  | Spectateurs : sur ( %) |

## Quarts de finale
Les rencontres sont prévues les 13 et 14 janvier 2009. Un tirage au sort a eu lieu le 18 novembre 2008 pour décider du lieu des rencontres.
| Quart de finale 1                        | Vannes OC (Ligue 2) | 1-1 a.p. | FC Metz (Ligue 2) | Stade de la Rabine, Vannes |                        |
| mardi 13 janvier 2008 20 h 45 — France 3 | Hervé 45e           | ( 1-0 )  | Bourgeois 50e     | Spectateurs : sur ( %)     | Spectateurs : sur ( %) |
| mardi 13 janvier 2008 20 h 45 — France 3 | Rapport             |          |                   | Spectateurs : sur ( %)     | Spectateurs : sur ( %) |
| mardi 13 janvier 2008 20 h 45 — France 3 | Tirs au but 4–3     |          |                   | Spectateurs : sur ( %)     | Spectateurs : sur ( %) |

| Quart de finale 2               | OGC Nice (Ligue 1) | 1-0   | Le Havre AC (Ligue 1) | Stade du Ray, Nice     |                        |
| mardi 13 janvier 2008 20 h 45 — | Kanté 88e          | (0-0) |                       | Spectateurs : sur ( %) | Spectateurs : sur ( %) |
| mardi 13 janvier 2008 20 h 45 — | Rapport            |       |                       | Spectateurs : sur ( %) | Spectateurs : sur ( %) |

| Quart de finale 3                           | Girondins de Bordeaux (Ligue 1) | 2-1   | LB Châteauroux (Ligue 2) | Stade Chaban-Delmas, Bordeaux |                        |
| mercredi 14 janvier 2008 18 h 45 — France 4 | Gouffran 25e · Bellion 56e      | (1-0) | Mulenga 80e              | Spectateurs : sur ( %)        | Spectateurs : sur ( %) |
| mercredi 14 janvier 2008 18 h 45 — France 4 | Rapport                         |       |                          | Spectateurs : sur ( %)        | Spectateurs : sur ( %) |

| Quart de finale 4                           | Paris SG (Ligue 1)              | 2-0   | RC Lens (Ligue 2) | Parc des Princes, Paris |                        |
| mercredi 14 janvier 2008 20 h 45 — France 2 | Keita 15e (csc) · Clément 90+2e | (1–0) |                   | Spectateurs : sur ( %)  | Spectateurs : sur ( %) |
| mercredi 14 janvier 2008 20 h 45 — France 2 | Rapport                         |       |                   | Spectateurs : sur ( %)  | Spectateurs : sur ( %) |

## Demi-finales
Les rencontres auront lieu le mercredi 4 février 2009.
| Demi-finale 1                   | OGC Nice (Ligue 1) | 1–1   | Vannes OC (Ligue 2) | Stade du Ray, Nice     |                        |
| mercredi 4 février 2009 17 h 00 | Ben Saada 87e      | (0–0) | Khiter 60e          | Spectateurs : sur ( %) | Spectateurs : sur ( %) |
| mercredi 4 février 2009 17 h 00 | Rapport            |       |                     | Spectateurs : sur ( %) | Spectateurs : sur ( %) |
| mercredi 4 février 2009 17 h 00 | Tirs au but 3–4    |       |                     | Spectateurs : sur ( %) | Spectateurs : sur ( %) |

| Demi-finale 2                   | Paris SG (Ligue 1) | 0-3   | Girondins de Bordeaux (Ligue 1)        | Parc des Princes, Paris |                        |
| mercredi 4 février 2009 20 h 45 |                    | (0–1) | Bellion 18e · Diawara 88e · Wendel 90e | Spectateurs : sur ( %)  | Spectateurs : sur ( %) |
| mercredi 4 février 2009 20 h 45 | Rapport            |       |                                        | Spectateurs : sur ( %)  | Spectateurs : sur ( %) |

## Finale
La rencontre a lieu au stade de France le samedi 25 avril 2009. Le coup d'envoi est donné à 20h50. C'est la deuxième fois qu'un club de Ligue 2 arrive en finale (après le FC Gueugnon en 2000).
| Samedi 25 avril 2009 | FC Girondins de Bordeaux                             | 4 - 0   | Vannes OC | Stade de France, Saint-Denis                   |                                                |
|                      | Wendel 3e · Planus 10e · Gouffran 13e · Gourcuff 40e | (4 - 0) |           | Spectateurs : 75 822 Arbitrage : Fredy Fautrel | Spectateurs : 75 822 Arbitrage : Fredy Fautrel |
|                      | Rapport                                              |         |           | Spectateurs : 75 822 Arbitrage : Fredy Fautrel | Spectateurs : 75 822 Arbitrage : Fredy Fautrel |

| FC Girondins de Bordeaux |    |                    |  |     |     |
|                          |    |                    |  |     |     |
| Gardien de but           | 30 | Matthieu Valverde  |  |     |     |
|                          | 6  | Franck Jurietti    |  |     |     |
|                          | 13 | Diego Placente     |  |     |     |
|                          | 14 | Souleymane Diawara |  |     |     |
|                          | 27 | Marc Planus        |  |     |     |
|                          | 5  | Fernando           |  |     |     |
|                          | 8  | Yoann Gourcuff     |  |     |     |
|                          | 17 | Wendel             |  | 17e |     |
|                          | 24 | Abdou Traoré       |  |     |     |
|                          | 7  | Yoan Gouffran      |  |     |     |
|                          | 29 | Marouane Chamakh   |  | 62e |     |
| Remplaçants :            |    |                    |  |     |     |
|                          | 28 | Benoît Trémoulinas |  | 17e | 46e |
|                          | 19 | Pierre Ducasse     |  | 46e |     |
|                          | 11 | David Bellion      |  | 62e |     |
| Entraineur :             |    |                    |  |     |     |
| Laurent Blanc            |    |                    |  |     |     |

| Vannes OC          |    |                      |  |     |     |
|                    |    |                      |  |     |     |
| Gardien de but     | 1  | Christophe Revel     |  |     |     |
|                    | 19 | Eugène Ekobo         |  | 75e |     |
|                    | 20 | Erwan Quintin        |  |     | 37e |
|                    | 23 | David Martot         |  |     |     |
|                    | 26 | Oumar N'Diaye        |  | 83e |     |
|                    | 5  | Laurent Hervé        |  |     |     |
|                    | 6  | Patrick Leugueun     |  |     |     |
|                    | 10 | Jérôme Lebouc        |  | 62e |     |
|                    | 11 | Frédéric Sammaritano |  |     |     |
|                    | 13 | Cédric Sabin         |  |     | 34e |
|                    | 28 | Ghislain Gimbert     |  |     | 22e |
| Remplaçants :      |    |                      |  |     |     |
|                    | 27 | Stéphane Auvray      |  | 75e |     |
|                    | 4  | Pierre Talmont       |  | 83e |     |
|                    | 22 | Seïd Khiter          |  | 62e |     |
| Entraineur :       |    |                      |  |     |     |
| Stéphane Le Mignan |    |                      |  |     |     |

## Statistiques

### Nombre d'équipes par division et par tour
| Divisions / Manches | Premier tour | Deuxième tour | Seizièmes de finale (10 rencontres) | Huitièmes de finale | Quarts de finale | Demi- finales | Finale |
| ------------------- | ------------ | ------------- | ----------------------------------- | ------------------- | ---------------- | ------------- | ------ |
| Ligue 1 20 clubs    | non présents | non présents  | 18                                  | 9                   | 4                | 3             | 1      |
| Ligue 2 20 clubs    | 5            | 18            | 9                                   | 6                   | 4                | 1             | 1      |
| National 5 clubs    | 5            | 2             | 1                                   | 1                   | 0                | 0             | 0      |
| Total               | 10           | 12            | 28                                  | 16                  | 8                | 4             | 2      |